# Stijn Ilsen
Stijn Ilsen (27 januari 1980) is een Belgische ruimtevaartingenieur.
Ilsen studeerde Luchtvaart- en Ruimtevaarttechniek in Delft. Hij heeft gewerkt voor de ESA en voor Airbus, waar hij aan de ruimtetelescoop Herschel werkte. Bij de ESA en NASA hield hij zich bezig met een asteroïdenproject. Anno 2023 werkt hij voor Redwire Space, het vroegere QinetiQ.
Regelmatig wordt Ilsen gevraagd voor radio en televisie om te spreken over ruimtevaart. Zo verschijnt hij in het journaal en was hij meerdere malen te gast bij informatieve programma's als De Afspraak en De Tafel van Gert. Op de radio is hij te horen geweest op Radio 1 (Vlaanderen) waar hij te gast was bij Touché van Friedl' Lesage.
Hij is de broer van Kobe Ilsen. Samen waren de broers te zien in Het Huis. 
In de zomer van 2023 was Ilsen een van de sprekers op Nerdland Festival. 